# Atletismo nos Jogos Pan-Americanos de 1963 - 110 m com barreiras masculino
A prova dos 110 m com barreiras masculino nos Jogos Pan-Americanos de 1963 foi realizada em São Paulo, Brasil.

## Medalhistas
| Ouro                               | Prata                         | Bronze                     |
| Blaine Lindgren USA Estados Unidos | Willie May USA Estados Unidos | Lázaro Betancourt CUB Cuba |

## Resultados
| Posição           | Nome              | Nacionalidade      | Tempo | Notas |
| ----------------- | ----------------- | ------------------ | ----- | ----- |
| Medalha de ouro   | Blaine Lindgren   | USA Estados Unidos | 13.8  |       |
| Medalha de prata  | Willie May        | USA Estados Unidos | 14.0  |       |
| Medalha de bronze | Lázaro Betancourt | CUB Cuba           | 14.3  |       |
| 4                 | Heriberto Cruz    | PUR Porto Rico     | 14.7  |       |
| 5                 | Carlos Mossa      | BRA Brasil         | 16.5  |       |